# Ciclone Gorky
O ciclone Gorky, cujo nome oficial é Ciclone 02B de 1991 e que é nomeado às vezes Marian, é um dos ciclones tropicais que mais mortes causaram da história. A noite de 29 de abril de 1991, golpeou a região de Chittagong, no sudeste do Bangladesh, com ventos de aproximadamente 250 km/h e uma maré de tempestade de seis metros que inundou longe adentro das terras. Matou mais de 138 000 pessoas e fez até 10 milhões de refugiados.

## Evolução meteorológica
Uma zona nublosa persistente no golfo de Bengala, num cavado da monção índia, desenvolveu-se numa depressão tropical a 22 de abril. Desenvolveu-se rapidamente numa tempestade tropical, nomeada 02B pelo Joint Typhoon Warning Center e o Departamento Meteorológico da Índia em 24 de abril. O seu diâmetro era então como os seuas ventos fortes e as suas nuvens cobriam quase todo o golfo.
A tempestade dirigiu-se lentamente para o norte todo que se intensifica e atingiu o limite de ciclone tropical a 27 de abril. Este último passou entre dois anticiclones, o um ao noroeste e o outro ao leste, numa circulação atmosférica de oeste aos níveis médios, o que fez curvar a sua trajectória para o nordeste. Este fluxo ajudou-o a aumentar o seu fluxo que sai de ar a elevada altitude e, graças a uma temperatura da superfície do mar muito quente, resultou um ciclone maior a 28 de abril.
Os dias de 28 e 29 de abril, o ciclone tropical girou para o norte-nordeste e aumentou a sua velocidade de deslocação todo atingindo a categoria 5 com ventos de 260 km/h. Tarde de 29, o ciclone 02B tocou terra justo ao sul de Chittagong (Bangladesh). Tinha então ventos de 250 km/h, o que da uma força de categoria 4. Daqui por diante amaina rapidamente por causa do atrito do solo e dissipou-se em 30 de abril na Sudeste Asiático.

## Impactos

### Mortes

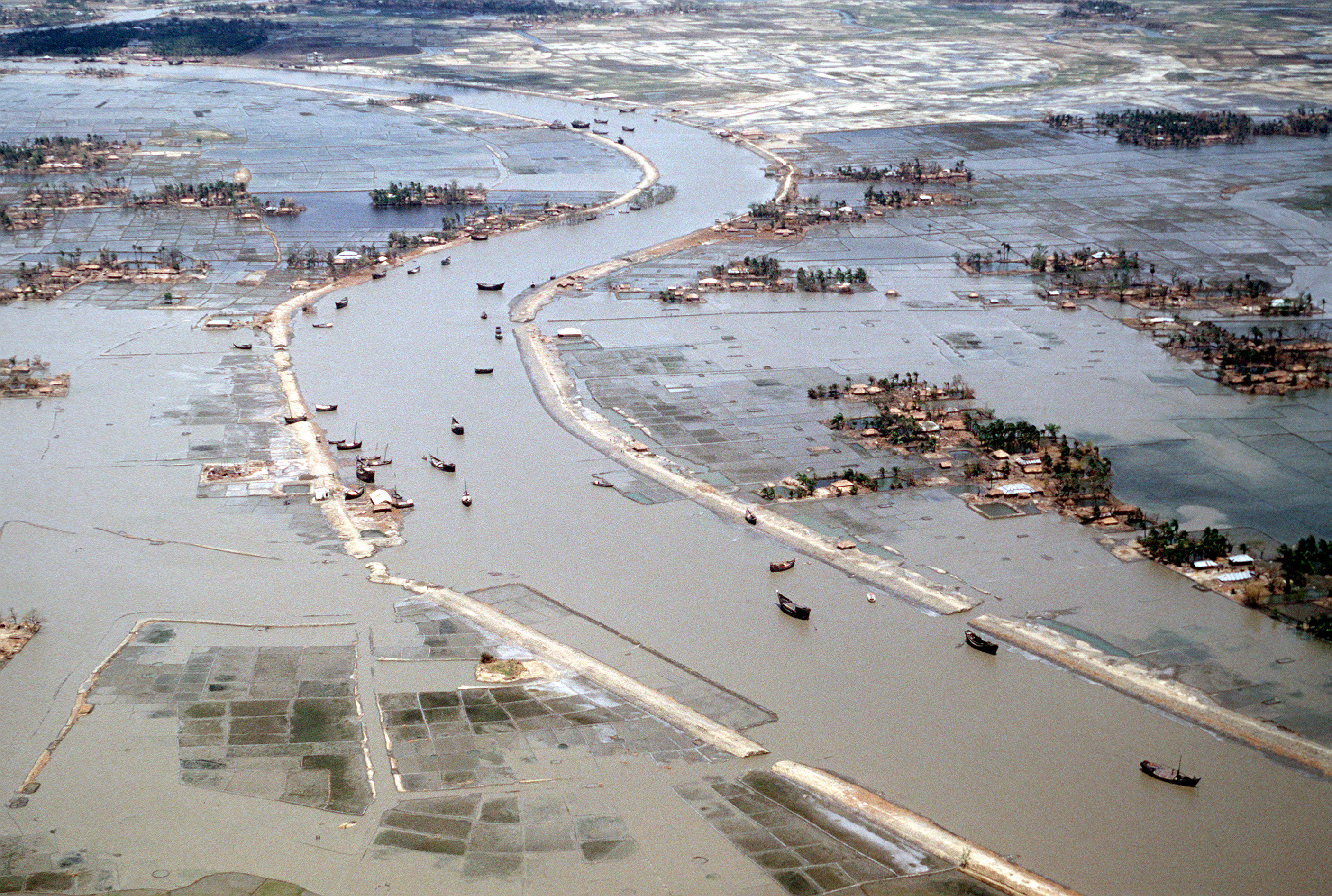
As inundações do rio Borgang a Bangladesh

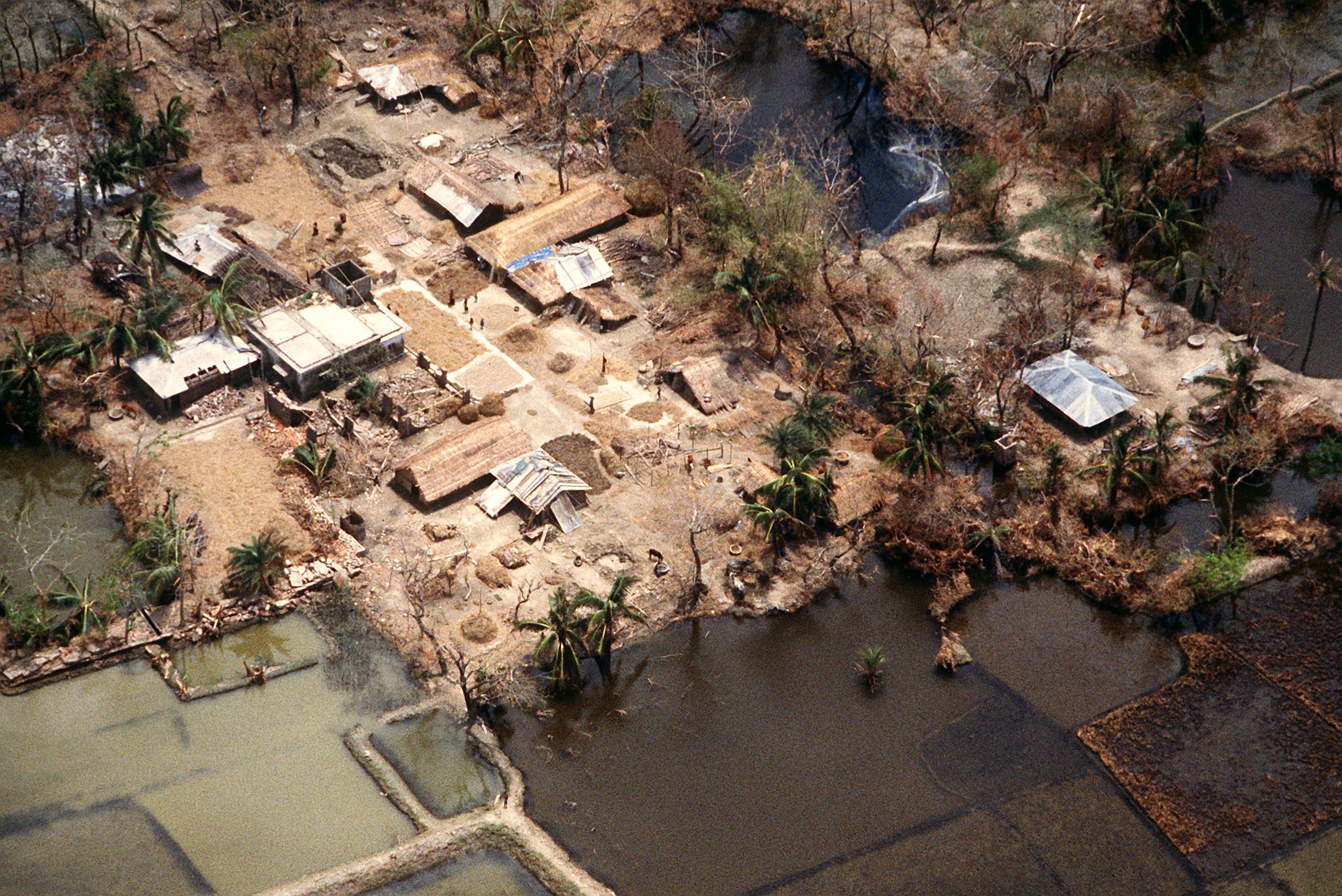
Cidade no Bangladesh rodeada de campos inundados três semanas após a passagem do ciclone

Pelo menos 138 000 pessoas foram mortas pelo ciclone, a maioria de afogamento na região de Chittagong. A maior taxa de mortalidades produziu-se nas meninas e as pessoas maiores. Ainda que dos abrigos para ciclônicos têm sido construídos após o ciclone de Bhola de 1970 para permitir às populações de protegerem-se, numerosos foram os que não tiveram o tempo de se esconder. Efectivamente, o alerta ciclônico apenas tinha sido enviada a algumas horas antes a chegada de Gorky. Outras vítimas não sabiam para onde ir ou tinham recusado a abandonar a sua casa por temor de pilhagem ou ainda opinavam que a tempestade não seria tão violenta como prevista. Apesar de tudo, se estima a dois milhões o número de pessoas que tinham evacuado as zonas a risco, o que evitou numerosas mortes.

### Danos
Gorky causou para 1,5 bilhões de dólares estadounidenses de 1991 em danos. Os ventos e o maré de tempestade tinham devastado a costa. Um dique para reter a mar à desembocadura do rio Karnaphuli, em Chittagong, foi levada pela onda e uma grúa de cem tonelada esteve derrubada pelos ventos no porto de Chittagong. Esta última aterra na ponte do rio Karnaphuli, rompendo-a em dois.
Um grande número de barcos e naves estiveram empurrados adentro das terras. A base naval de Isha Khan esteve inundada e suas naves fortemente deterioradas. A maioria das caçadores das forças aéreas Bengalis do sector estiveram tocados.
Aproximadamente um milhão de habitações foram destruídas, deixando dez milhões de pessoas sem abrigo.

### Impacto meio ambiental
A onda de tempestade causou uma forte erosão da costa, levando as aldeias inteiras. Durando três a quatro semanas após a tempestade, a erosão continuou e dois campos inteiros desapareceram, afectando os agricultores.

### Socorros

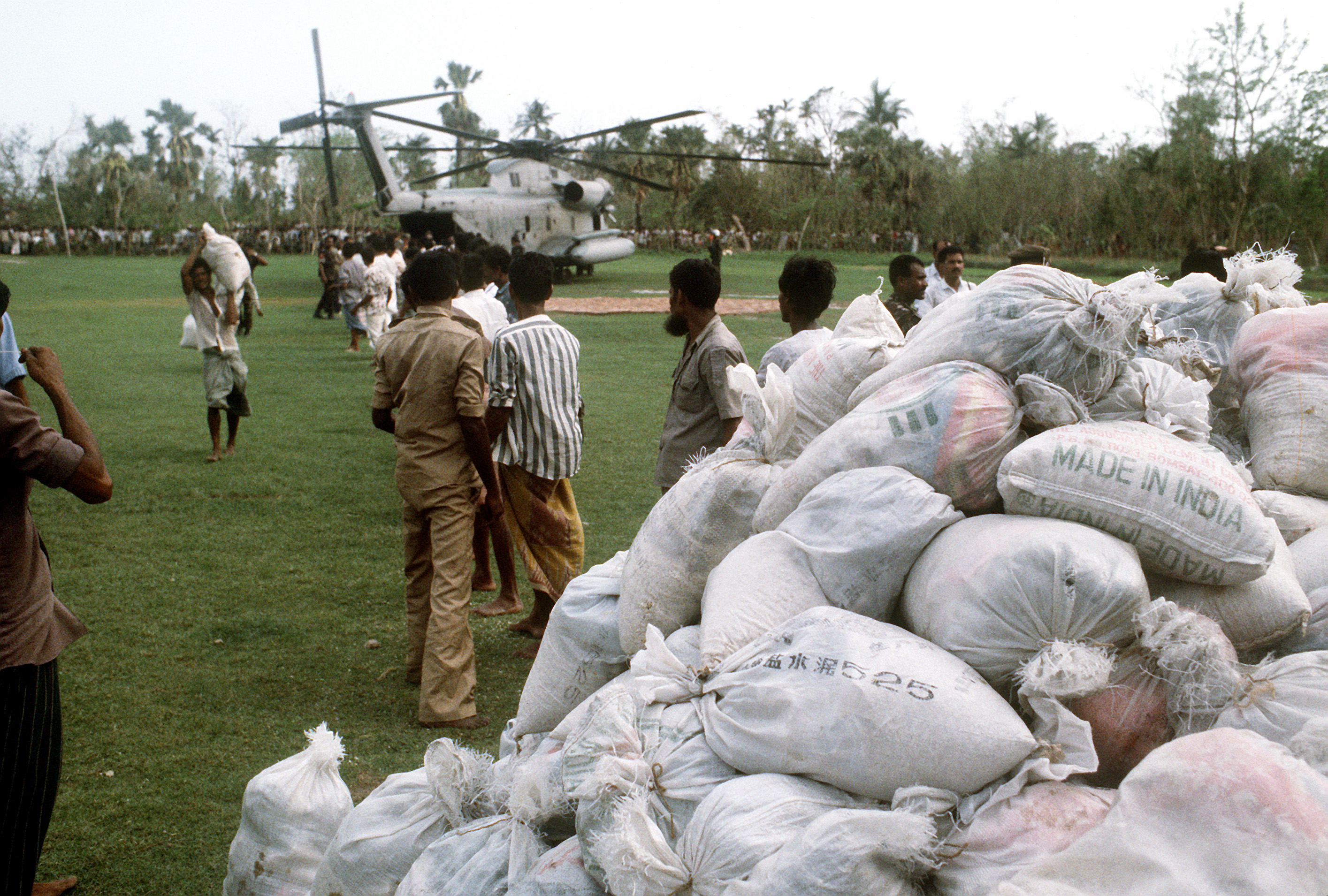
Bengalais que descarrega um aparelho de socorro dos Estados Unidos

Uma flotilha anfíbio de quinze naves da US Navy e 2 500 homens que voltam da Guerra do Golfo de 1991 estiveram desviados para o Bangladesh para participar ao socorro. Esta missão esteve nomeada Operação Sea Angel e resultou num dos grandes esforços de ajuda após um desastre natural. Conjugou, de 10 de maio a 13 de junho, as forças estadounidenses com uma nave de abastecimento, quatro helicópteros do Reino Unido, dois helicópteros do Japão, bem como a assistência da China, da Índia e do Paquistão.

### Artigos relacionados
- Ciclone de Bhola de 1970
- Ciclone Sidr
- Lista de ciclones tropicais